# جيانيس جيانوليس
جيانيس جيانوليس (باليونانية: Γιάννης Γιαννούλης)‏ مواليد 5 يونيو 1976 في تورونتو، هو لاعب كرة سلة كندي. بدأ مسيرته الاحترافية في سنة 1992. يبلغ طوله 6 قدم 10 بوصة (2.1 م).

## المسيرة الاحترافية
لعب مع باناثينايكوس في موسم 2001–2002، ثم لعب مع كانتون شارج في موسم 2002–2003، ثم لعب مع بانيونيس في موسم 2003–2004، ثم لعب مع بالونكيستو مالقا في الدوري الإسباني في سنة 2004، ثم لعب مع إشبيلية في موسم 2005–2006، ثم لعب مع أريس في موسم 2006–2007، ثم لعب مع نادي بانيونيوس من سنة 2007 إلى 2009.

## الإنجازات
- الدوري الأوروبي لكرة السلة : (2002)

## روابط خارجية
- جيانيس جيانوليس على موقع الاتحاد الدولي لكرة السلة (الإنجليزية)
- جيانيس جيانوليس على موقع الدوري الأوروبي لكرة السلة (الإنجليزية)
- جيانيس جيانوليس على موقع الدوري الإسباني لكرة السلة (الإسبانية)
- جيانيس جيانوليس على موقع كرة السلة الأوروبية.كوم (الإنجليزية)
- جيانيس جيانوليس على موقع ريلجم (الإنجليزية)
- جيانيس جيانوليس على موقع بروبوليرز (الإنجليزية)
- جيانيس جيانوليس على موقع سبورتس رفرنس (الإنجليزية)
- جيانيس جيانوليس على موقع سبورتس رفرنس (الإنجليزية)